# Stegastes rocasensis
O peixe-donzela de rocas Stegastes rocasensis é um peixe recifal de pequeno porte endêmico dos arquipélagos oceânicos do Nordeste do Brasil.

## Distribuição e habitat
Conhecido popularmente como peixe-donzela de rocas; é uma espécie de pequeno porte, atingindo 12 cm (CT) e que habita principalmente áreas rasas, podendo também ser encontradas em áreas com até 35 metros de profundidade. Não possui interesse comercial apresentando hábito solitário e territorial, defendendo pequenas áreas dos recifes e costões rochosos principalmente de peixes herbívoros. É encontrado apenas nos arquipélagos oceânicos do nordeste do Brasil, podendo ser observado no Atol das Rocas, no Arquipélago de Fernando de Noronha e no Arquipélago de São Pedro e São Paulo.